# Aurel Voss
Aurel Edmund Voss (* 7. Dezember 1845 in Altona; † 19. April 1931 in München) war ein deutscher Mathematiker, der sich mit Geometrie und Mechanik beschäftigte.

## Leben
Voss studierte 1864 bis 1868 am Polytechnikum in Hannover, Göttingen und Heidelberg Mathematik und Physik, unter anderem bei Hermann von Helmholtz und Gustav Kirchhoff. Während seines Studiums wurde er 1864 Mitglied der Schwarzburgbund-Verbindung Burschenschaft Germania Göttingen. Nach der Lehramtsprüfung in Göttingen wurde er 1869 dort mit der Schrift Über die Anzahl reeller und imaginärer Wurzeln höherer Gleichungen promoviert (bei Moritz Stern und Alfred Clebsch). Danach wurde er Gymnasialprofessor in der Nähe von Hannover. 1873 habilitierte er sich in Göttingen.
Er war dann 1875 außerordentlicher Professor an der Technischen Hochschule Darmstadt. 1879 war er an der Technischen Hochschule Dresden und ab 1885 an der Technischen Hochschule München, wo er einen Lehrstuhl für Mathematik innehatte. Ab 1. September 1891 war er ordentlicher Professor für Mathematik an der Philosophischen Fakultät der Universität Würzburg, wo sich Friedrich Prym mit ihm die Leitung des Mathematischen Seminars teilte. Die Zeit in Würzburg, wo er auch botanische Studien durchführte, betrachtete er als die schönste Zeit seines Lebens. 1903 folgte er einem Ruf an die Ludwig-Maximilians-Universität München. 1923 ging er in den Ruhestand.
Voss beschäftigte sich u. a. mit der Differentialgeometrie von Flächen und theoretischer Mechanik. Ende Dezember 1895 war er einer der ersten Empfänger von Wilhelm Conrad Röntgens Veröffentlichung „Über eine neue Art von Strahlen“ für deren Erhalt er sich am 1. Januar 1896 als Erster bei Röntgen bedankte.
1886 wurde Voss zum Mitglied der Bayerischen Akademie der Wissenschaften, 1887 der Leopoldina und 1901 der Göttinger Akademie der Wissenschaften gewählt. 1898 war er Präsident der Deutschen Mathematiker-Vereinigung. Zu seinen Doktoranden zählt Ludwig Berwald.

## Schriften
- Die Prinzipien der rationellen Mechanik. In: Encyklopädie der Mathematischen Wissenschaften. 1908.
- Differential- und Integralrechnung. In: Encyklopädie der mathematischen Wissenschaften. 1899.